# 原研二 (1949年生のドイツ文学者)
原 研二（はら けんじ、1949年 - ）は、日本のドイツ文学者。大妻女子大学名誉教授。
宮崎県生まれ。1972年東京大学文学部独文科卒業、1978年同大学院人文科学研究科大学院独文学博士課程中退。1978年名古屋大学教養部講師、助教授、1986年東京都立大学助教授、教授、首都大学東京教授、2007年大妻女子大学比較文化学部教授、2021年退職、名誉教授。
ドイツ語圏を中心とした芸術表象論、建築論のほか、文化史・思想史分野での翻訳を行う。

## 著書
- 『十八世紀ウィーンの民衆劇―放浪のプルチネッラたち』（法政大学出版局、1988年）
- 『シカネーダー伝』（新潮選書、1991年）
  - 『シカネーダー―『魔笛』を書いた興行師』（平凡社ライブラリー、1999年）
- 『グロテスクの部屋―人工洞窟と書斎のアナロギア』（作品社、1996年）
- 『オペラ座「黄金時代」の幻影劇場』（講談社選書メチエ、1997年）

## 翻訳
- 『ウィーン 聖なる春』（池内紀編、国書刊行会「ドイツの世紀末 第1巻」、1986年、新版1997年）共訳
- ハンス・ペーター・デュル『再生の女神 セドナ』（叢書ウニベルシタス・法政大学出版局、1992年）
- ハンス・ペーター・デュル 『サテュリコン』（叢書ウニベルシタス・法政大学出版局、1993年）
- ジョン・ノイバウアー『アルス・コンビナトリア─象徴主義と記号論理学』（ありな書房、1999年）
- ホルスト・ブレーデカンプ『フィレンツェのサッカー―カルチョの図像学』（叢書ウニベルシタス・法政大学出版局、2003年）
- ホルスト・ブレーデカンプ『モナドの窓―ライプニッツの「自然と人工の劇場」』（産業図書、2010年）
- ホルスト・ブレーデカンプ『芸術家ガリレオ・ガリレイ―月・太陽・手』（産業図書、2012年）
- ホルスト・ブレーデカンプ『ライプニッツと造園革命―ヘレンハウゼン、ヴェルサイユと葉っぱの哲学』（産業図書、2014年）
- エルネスト・グラッシ『形象の力―合理的言語の無力』（白水社〈異貌の人文学〉、2016年）